# Lucas Fernández
|  | Per a altres significats, vegeu «Lucas Fernández Navarro». |

Lucas Fernández (Salamanca, 1474 - ídem, 17 de desembre de 1542) fou un autor dramàtic i músic castellà.

## Biografia
Fill d'Alfonso i de María Sánchez, possiblement natural de Cantalapiedra. Va estar al servei de la catedral de Salamanca; va derrotar el seu coetani Juan del Encina en les oposicions a cantor de la Catedral de Salamanca (1498); a això va al·ludir Alzina en la seva Ègloga de les grans pluges. El 1520 era abat de l'Església de Sant Tomàs a Salamanca. Va ser professor de música a la Universitat d'aquesta ciutat (1522) i va fitxar el 1533 en la comissió de reforma dels estatuts de la mateixa. Va morir el 17 de desembre de 1542 als 68 anys d'edat a Salamanca, després d'una llarga malaltia. Va ser enterrat al claustre de la Catedral Vella de la ciutat.

## Obra
Seguidor de Juan del Encina i del seu estil dramàtic pastoril, va escriure set Farses i èglogues al mode pastoril (Salamanca: Lorenzo de Liondedei, 1514; edició facsímil per Emilio Cotarelo, Madrid, 1929). Quatre són de tema profà: una "Comèdia", dues Farses o quasi comèdies i un Diàleg per cantar, que constitueix el més llunyà antecedent del gènere de la sarsuela. Seguint el model encinesc, el canvia, en allargar el nombre de versos i de personatges de cada peça; introdueix el terme comèdia i manté el dialecte sayagués dels seus pastors, que són els seus personatges habituals; el tema central és l'amor; els pastors discuteixen amb un cavaller sobre el tema. Però hi ha diferències amb el seu antecessor: a La Comèdia de Bras-Gil i Beringuella introdueix una figura còmica d'avançada edat, Juan Benito. La Farsa o quasi comèdia d'una donzella un pastor s'enamora d'una jove de la cort, quan a Alzina era un cavaller qui es prenia de pastores. A la Farsa o quasi comèdia del soldat apareix el clàssic tipus del milers gloriosus o soldat fanfarró, potser pres del Centurio de La Celestina. Segons Ruiz Ramón les seves peces nadalenques aporten un llenguatge teològic més profund i conceptuós, i la seva estructura és més perfecta, perquè els elements dramàtics estan més ben imbricats en l'acció. D'altra banda els pastors de Lucas Fernández són més safio que els d'Alzina.
Pel que fa al seu teatre religiós, sumen un total de tres peces teatrals sagrades. Se li deuen dues Èglogues de Nadal i un Auto de la Passió, és menys líric que el de Juan del Encina, però més dens de concepte i amb més força expressiva. Aquesta última peça, l'Acte de la Passió, és la seva obra mestra pel seu realisme i la seva força patètica, i representa un moment capital en l'etapa primitiva de l'evolució del drama espanyol. Les seves dues èglogues de Nadal són similars a l'ègloga de Les grans pluges; igual que aquesta es desenvolupa en un ambient profà i només al final apareix l'al·lusió al Naixement de Jesucrist. La Interlocutòria de la Passió, i tracta sobre el cicle de la Setmana Santa. Apareix un tema que serà molt utilitzat en les comèdies de sant del teatre barroc, el de la conversió, en aquest cas de Dionís l'Areopagita. Destaca aquesta interlocutòria pel seu llenguatge de gran plasticitat, expressiu, dinàmic i concentrat.
La datació de les seves obres és problemàtica, però se suposa que totes van ser compostes al voltant de l'any 1500. La Comèdia seria de 1496; el Diàleg per cantar de 1497; la Farsa o quasi comedia de la doncella, el pastor i el cavaller de 1497; la Farsa o quasi comedia de Prauos, de 1499; lÈgloga de naixement de Nostre Redemptor, de 1500; la Interlocutòria o farsa del naixement de Senyor Jesuchristo, de 1500, i la Interlocutòria de la Passió, d'entre 1500 i 1503. Hi ha edició moderna de la seva obra: Farses i èglogues; edició, introducció i notes de María Josefa Canellada (Madrid: Castalia, 1976).

## Edicions de l'imprès de Lucas Fernández
- Imprès de 1514 de la Biblioteca Nacional: Farsas y eglogas al modo y estilo pastoril y castellano fechas por Lucas Fernandez salmantino
- Edició moderna en línea: Lucas Fernández: Farsas y églogas al modo y estilo pastoril y castellano